# 주다 카츠
주다 캐츠(Judah Katz, 1960년 6월 23일 ~ )는 캐나다의 배우이다.
몬트리올에서 태어났다.

## 출연 작품
- 다이하드 스왓 (2015년) - 빌 역
- 닥터. 캐비 (2014년)
- A Very Merry Mix-Up (2013)
- 샘스 포멀웨어 (2012년) - 샘 패리쉬 역
- 혈압 (2012년) - 마이크 역
- 브레이크어웨이 (2011년)
- 카지노 잭 (2010년)
- 더 컴퍼니 (2007년)
- 신데렐라 맨 (2005년)
- 크라운 하이츠 (2004년)
- 엑스 체인지 (2000년)
- 더티 픽쳐 (2000년)
- 스위칭 골스 (1999년)
- 펠햄 123 (1998년)
- Ed McBain's 87th Precinct: Ice (1996)
- 크래쉬 (1996년)
- 롱 키스 굿 나잇 (1996년)
- 앵커우먼 제시카 (1995년)
- 아이를 빌려드립니다 (1995년)
- 문라이트 앤 발렌티노 (1995년)
- 사랑의 음모 (1987년)
- 힛팅 홈 (1987년)

### 텔레비전
- 퀴어 애즈 포크 (2000, 2002)